# 十勝神社
十勝神社は、北海道広尾郡広尾町にある神社。旧社格は県社。
十勝国の一之宮を称する。

## 祭神
出典
- 大綿津見神（おおわたつみのかみ）
- 保食神（うけもちのかみ）
- 塩土老翁神（しおつちのおぢのかみ）

## 歴史
十勝神社は、明神社を前身とする。正確な創建時期は不明だが、十勝場所地行主の蠣崎広林が奉献した、円空作の観音像の背文に「寛文六年」とあるため、1666年ころの創建と考えられている。
1801年（享和元年）の松平忠明による巡見の際、明神社は21世紀現在の本通2丁目あたりに位置していたとみられるが、そののち会所通りに移され、1846年（弘化3年）11月5日の火災で会所とともに焼失した。しかしほどなくして、場所請負人の杉浦嘉七によって再建された。
明治時代に入ると、神仏分離令を受けて、前述の円空作観音像を手放すことになった。
1876年（明治9年）3月、十勝神社として郷社に指定される。
1888年（明治21年）5月には、1835年（天保6年）勧請といわれる境内社の稲荷神社を合祀した。
1915年（大正4年）9月に、神饌幣帛料供進社に指定される。
それから新通5丁目、本通2丁目と移転を重ね、1918年（大正7年）に現在地の南側へと遷る。
1921年（大正10年）、行方不明となっていた社宝の『東蝦新道記』が大阪朝日新聞社の会に展示されたと判明し、出陳者の浦河と交渉して100円で購入した。
1942年（昭和17年）、社殿と社務所を新築。
1945年（昭和20年）には県社に昇格するも、太平洋戦争終結後は宗教法人となる。
1966年（昭和41年）9月、氏子からの寄付188万円をもって十勝神社三百年祭が挙行される。
1968年（昭和43年）1月、『東蝦新道記』が北海道の有形文化財（歴史資料）に指定される。

## 竜神木大明神
神体とされる「竜神木大明神」は、2代目社司を務めた荒井重矩の『神社明細書』によると、もともと茂寄村字シマウス海岸に漂着した流木だった。
形状が竜神に似ていたので祀ったところ、豊漁が続いたのでさらに信仰を集めるようになり、「十勝大明神」と尊称された。そして、流木に彫刻を加えて木像に仕立て上げたのだが、その年月日は明らかでない。古老の語ったところでは、山崎金助が京都の仏師・小林又七に彫刻させたものとされている。
現状は丈4寸あまりの木像で、聖徳太子に似ているという。